# Metro Vancouver
Der Metro Vancouver (juristisch Metro Vancouver Regional District) ist ein Regionaldistrikt in der kanadischen Provinz British Columbia. Er umfasst die Metropolregion rund um die Stadt Vancouver und besteht aus 21 Gemeinden. Diese sind zwar eigenständig, übertragen jedoch gewisse Leistungen der öffentlichen Verwaltung an den Regionaldistrikt. Verwaltungssitz des Regionaldistrikts ist Burnaby, während Vancouver die größte Stadt ist.
Der Bezirk wurde am 29. Juni 1967 unter dem Namen Greater Vancouver Regional District gegründet. Diesen Namen führte er bis zu seiner Umbenennung am 30. Januar 2017.
Umgangssprachlich wird das Gebiet der Metro Vancouver häufig als Greater Vancouver bezeichnet, obwohl mit Greater Vancouver nur die städtischen Gebiete innerhalb des Regionaldistrikts gemeint sind.
Gemäß Definition von Statistics Canada hat die Metropolregion Vancouver (Census Metropolitan Area) die gleiche Fläche wie der Regionaldistrikt.

## Geographie
Der Bezirk liegt im Südwesten der Provinz und grenzt direkt an die USA an. Bei der Volkszählung im Jahr 2016 wurden 2.463.431 Einwohner ermittelt, die Metro hat eine Fläche von 2.882,68 km².
Von den 30 größten Gemeinden der Provinz befinden sich 13 in Greater Vancouver.

### Städte und Gemeinden
Der Bezirk besteht aus 21 Gemeinden sowie einem gemeindefreien Gebiet (Stand 2016):
| Gemeinde        | Typus                                    | Einwohner |
| --------------- | ---------------------------------------- | --------- |
| Anmore          | Dorf (Village)                           | 002.210   |
| Belcarra        | Dorf (Village)                           | 000643    |
| Bowen Island    | Inselgemeinde (Island municipality)      | 003.680   |
| Burnaby         | Stadt (City)                             | 232.755   |
| Coquitlam       | Stadt (City)                             | 139.284   |
| Delta           | Distriktgemeinde (District municipality) | 102.238   |
| Langley         | Stadt (City)                             | 025.888   |
| Langley         | Distriktgemeinde (District municipality) | 117.285   |
| Lions Bay       | Dorf (Village)                           | 001.334   |
| Maple Ridge     | Distriktgemeinde (District municipality) | 082.256   |
| New Westminster | Stadt (City)                             | 070.996   |
| North Vancouver | Stadt (City)                             | 052.898   |
| North Vancouver | Distriktgemeinde (District municipality) | 085.935   |
| Pitt Meadows    | Stadt (City)                             | 018.573   |
| Port Coquitlam  | Stadt (City)                             | 058.612   |
| Port Moody      | Stadt (City)                             | 033.551   |
| Richmond        | Stadt (City)                             | 198.309   |
| Surrey          | Stadt (City)                             | 517.887   |
| Vancouver       | Stadt (City)                             | 631.486   |
| West Vancouver  | Distriktgemeinde (District municipality) | 042.473   |
| White Rock      | Stadt (City)                             | 019.952   |

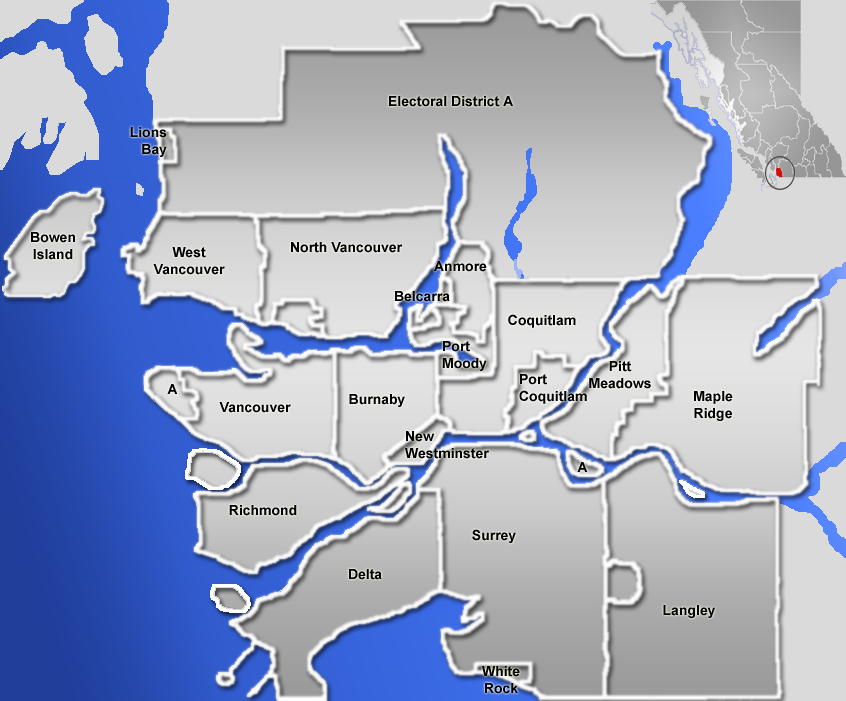
Gemeinden im Bezirk Greater Vancouver

Die Greater Vancouver Electoral Area A umfasst alle gemeindefreien Gebiete im Metro Vancouver. Im Jahr 2016 betrug die Einwohnerzahl dieser Gebiete 16.133. Es gibt auch 17 Indianerreservate der First Nations, denen Selbstverwaltung zugesprochen wurde und nicht einer Gemeinde oder dem Bezirk unterstehen. Im Jahr 2011 lebten dort insgesamt 6.525 Menschen.

## Administrative Rolle
Die grundlegenden Aufgaben des Metro Vancouver sind die Verwaltung der natürlichen Ressourcen und Dienstleistungen, die im gesamten Bezirk benötigt werden. Dies beinhaltet unter anderem die Stadtplanung, Wasserversorgung und Kanalisation, Abwasserreinigung, Transport, Verkehr und Parks.
Der Metro Vancouver hat die Aufsicht über TransLink, der für den öffentlichen Verkehr, Brücken und Highways in der ganzen Region zuständig ist. TransLink betreibt auch das AirCare-Programm, das die Senkung der Schadstoffemissionen von Automobilen zum Ziel hat.